# Thomas Mountains
Die Thomas Mountains sind eine separierte und 8 km lange Gruppe von Bergen unweit der Orville-Küste im westantarktischen Ellsworthland. Sie ragen 24 km nordöstlich des Mount Horne auf.
Entdeckt wurden sie bei der US-amerikanischen Ronne Antarctic Research Expedition (1947–1948). Expeditionsleiter Finn Ronne benannte sie nach dem Journalisten und Radiomoderator Lowell Thomas (1892–1981), der die Forschungsreise unterstützte.